# Glomar Challenger
Glomar Challenger (Glomar: Global Marine) war ein US-amerikanisches Forschungsschiff.

## Geschichte
Mit dem Bau des Schiffes wurde 1967 in Orange (Texas) begonnen und von der auf Seebohrungen spezialisierten Firma „Global Marine Inc.“ (heute GlobalSantaFe Corporation) betrieben. Ab 1968 wurde es beim Deep Sea Drilling Project eingesetzt. Das Schiff wurde 1983 außer Dienst gestellt und anschließend abgewrackt. Einige Einzelteile des Schiffes werden noch in der Smithsonian Institution aufbewahrt.
Im Laufe ihrer Dienstzeit wurde die Glomar Challenger für insgesamt 624 Untersuchungen an unterschiedlichen Orten im Atlantik, Pazifik, Mittelmeer, Indischen Ozean und dem Roten Meer eingesetzt. Dabei wurden 19.119 Bohrkerne geborgen. Die geborgenen und aufbewahrten Bohrkerne wären zusammengesetzt über 97 km lang. Die tiefste Bohrung wird mit 1741 m angegeben. Die maximale Einsatzwassertiefe war 7044 m (Leg 60 Site 461A). Die geborgenen Bohrproben lieferten u. a. Bestätigungen für Alfred Wegeners Theorie der Kontinentalverschiebung.

## Rezeption
Das Schiff wird auch in dem Science-Fiction-Roman Der letzte Tag der Schöpfung von Wolfgang Jeschke erwähnt. Seit 1988 ist es Namensgeber für das Glomar-Challenger-Becken im antarktischen Rossmeer.